# Tomás Conechny
Tomás Conechny (Comodoro Rivadavia, 30 marzo 1998) è un calciatore argentino, attaccante del Racing Club.

## Carriera
Ha esordito nella massima serie argentina con il San Lorenzo nella stagione 2016-2017.